# Marie Bryant
Marie Bryant (* 1919 in New Orleans; † 23. Mai 1978 in Los Angeles) war eine US-amerikanische Sängerin, Tänzerin des Swing und von karibischen Songs sowie Schauspielerin.

## Leben und Wirken
Marie Bryant war eine Ende der 1930er und Anfang 1940er populäre farbige „exotische“ Tänzerin und Sängerin. Sie war die Tochter des MC des Apollo Theater und Bandleader Willie Bryant und begann schon mit 16 Jahren im Cotton Club aufzutreten, durch Duke Ellington gefördert (sie trat auch in einem seiner Soundies auf).
Sie spielte auch in Filmen, u. a. in The Duke Is Tops (1938, ihr erster Film, in dem auch Lena Horne mitspielte, danach eine enge Freundin), Gang War (1940, als Tänzerin), Jammin’ the Blues von Gjon Mili 1944, wo sie „On the Sunny Side of the Street“, begleitet von Lester Young singt, They Live by Night (1948, von Nicholas Ray, als Nachtclubsängerin) und Varieté-Prinzessin (1950, ein Betty-Grable-Musical, ebenfalls als Nachtclubsängerin). Ab etwa 1952 bis 1954 lebte sie in London, wo sie einen indischen Ingenieurstudenten heiratete und Calypso- (sowie Jazz-)nummern aufnahm, u. a. mit Jackie Brown´s Calypso Kings und Jazz mit Humphrey Lyttelton. Mit einem ihrer Calypsos verursachte sie 1953 einen internationalen Skandal, der es bis auf die Titelseite der New York Times brachte. Der Calypso Don’t Malign Malan war gegen die Apartheid in Südafrika gerichtet (Daniel François Malan war südafrikanischer Premierminister); „Don't malign Malan because he dislikes our tan. We know that it is wrong to have a skin that's all brown“. Sie sang das Lied in einer West End Revue „High Spirits“ (von Stephen Mitchell), während der Premierminister zur Krönung von Königin Elisabeth II. in London weilte.